# Samaja
Samaja (skt. sam – razem + aja – iść; tyb. dam tsig), termin dosłownie tłumaczony jako obietnica, choć może mieć również inne znaczenia, takie jak porozumienie, zaangażowanie, wskazanie, ograniczenie.
W buddyzmie wadżrajany są to tajemne wskazania lub ślubowania praktykującego, określające m.in. jego relację z nauczycielem i innymi uczniami. Ich przestrzeganie ma chronić praktykującego przed działaniami, które mogłyby zaszkodzić jego praktyce. Najbardziej podstawowym zobowiązaniem jest postrzeganie ciała, mowy i umysłu nauczyciela jako czystych, choć poszczególne wskazania różnią się w zależności od poziomu praktykującego oraz szkoły do której należy.